# Atarba waylehmina
Atarba waylehmina là một loài ruồi trong họ Limoniidae. Chúng phân bố ở miền Australasia.